# Camillo Cybo
Camillo Cybo Malaspina (Massa y Carrara, 25 de abril de 1681 - Roma, 12 de enero de 1743) fue un cardenal italiano de la Iglesia católica.

## Biografía
Nació en la familia aristocrática de los Cybo Malaspina. Era hijo de Carlo II Cybo, duque de Massa y descendiente del papa Inocencio VIII, y de su esposa Teresa Pamfili. Cybo era sobrino del papa Inocencio X y del cardenal Benedetto Pamphili.

## Carrera eclesiástica
- En 1705 es ordenado como sacerdote.
- En 1718 fue patriarca titular de Constantinopla y ordenado como obispo el mismo año, y nombrado auditor general de la cámara apostólica.[3]
- En 1729 es elevado al cardenalato con el título de Santo Stefano al Monte Cielo por el papa Benedicto XIII.
- En 1731 se convierte en el cardenal presbítero de Santa Maria del Popolo.
- En 1742 fue designado como protector de Santa María de los Ángeles y de los Mártires.[2]

## Patrocinio del arte
Como hubo muchas figuras importantes de la época del siglo XVIII, Cybo fue uno de los mecenas de las artes. Uno de sus protegidos fue Pietro Locatelli, que le dedicó una obra titulada como Concerti Grossi Op 1 en 1721.